# Oberer Arnsberger Wald
Der Obere Arnsberger Wald („Buchwald“) ist eine naturräumliche Einheit mit der Ordnungsnummer 334.3 innerhalb des Nordsauerländer Oberlands (334). Er umfasst laut dem Handbuch der naturräumlichen Gliederung Deutschlands den südlichen und östlichen Arnsberger Wald auf dem Stadt-/Gemeindegebieten von Arnsberg, Möhnesee und Warstein mit kleineren Anteilen von Rüthen im östlichen Randgebiet.
Das Gelände ist in Ostwestrichtung streichende Höhenrücken und Talmulden gegliedert, die auf 300 bis 400 m ü. NN ansteigen. Geologisch gründet der Naturraum auf gefalteten Grauwackeschiefern des Rheinischen Schiefergebirges. Eine Geländestufe von ca. 50 m auf der Linie Neheim – Kolonie Neuhaus – Allagen grenzt es deutlich vom nördlich gelegenen Unteren Arnsberger Wald (334.2) ab, der eine deutlich flachere Geländeform und ein milderes Klima aufweist. Im Süden geht der Obere Arnsberger Wald in die Plackweghöhe (334.5) über, im Osten schließt sich das Warsteiner Hügelland (334.4) an.
Im Gegensatz zu dem Unteren Arnsberger Wald („Eichwald“) ist im Oberen Arnsberger Wald neben großflächigem Nadelwald meist Buchenwald anzutreffen.

## Naturräumliche Gliederung
Der Obere Arnsberger Wald untergliedert sich in kleinteiligere naturräumliche Einheiten:
- 334.3 Oberer Arnsberger Wald

- 334.30 Mittelmöhnetal
- 334.31 Heve-Möhne-Wald
- 334.32 Breitenbrucher Wald
- 334.33 Hirschberger Blöße
- 334.34 Kahlenbergsköpfe